# Mylabris aulica
Mylabris aulica là một loài bọ cánh cứng trong họ Meloidae. Loài này được Ménétriés miêu tả khoa học năm 1832.